# 回竜鋪鎮
回竜鋪鎮（かいりゅうほちん）は中華人民共和国湖南省長沙市寧郷市の鎮。

## 行政区画
- 万寿山社区
- 回竜鋪村
- 段家橋村
- 白雲新村
- 黄山村
- 袁家河村
- 森金村
- 天鵝村
- 泉福村
- 華田村
- 左家河村
- 潙河村
- 東車村
- 新開河村

## 経済

### 名物・特産品
- スイカ
- 鶏

## 地理
回竜鋪鎮は寧郷市の中部に位置し、北は煤炭壩鎮、菁華鋪郷と、東は白馬橋街道と、西は大成橋鎮と、南は壩塘鎮とそれぞれ接している。
- 河川：潙水河
- 湖沼：樟樹湾水庫

## 教育
- 初級中学：回竜鋪中学

## 交通

### 道路
- 省道：S209
- 高速道路：長株潭環線高速道路韶山段
- 県道：寧灰線

## 出身有名人
- 鄭建明：西安工程大学・日本信州大学・米国ワシントン大学卒業の物理学者[5]。